# 洪淳瑛
洪淳瑛（1937年1月30日—2014年4月30日）是一名大韓民國外交官，任內曾多次派駐社會主義國家，是北方外交中的重要人物。

## 學歷
- 1952年-1953年：忠州高等學校
- 1955年-1961年：首爾大學行政學
- 1970年-1971年：哥倫比亞大學國際關係碩士

## 經歷
- 1974年—1976年：外務部北美第1課課長
- 1981年—1983年：外務部非洲局局長
- 1983年—1984年：總統秘書室政務第1秘書官
- 1984年—1987年：駐巴基斯坦大使
- 1987年—1989年：外務部第2助理次長
- 1990年—1992年：駐馬來西亞大使
- 1992年—1993年：駐俄羅斯大使
- 1993年—1995年：外務部次長
- 1994年—1998年：駐德國大使（朝鲜语：주독일 대한민국 대사관）
- 1998年—2000年：外交通商部部長
- 1998年：第二次建國泛國民推進委員會委員
- 2000年—2001年：駐中華人民共和國大使
- 2001年—2002年：統一部部長